# Ejército por la Liberación de Palestina
El Ejército por la Liberación de Palestina (ELP; en árabe: جيش التحرير الفلسطيني; Jaysh at-Tahrir al-Filastini) fue establecido como el ala militar de la Organización para la Liberación de Palestina (OLP) en 1964, con el objetivo de enfrentarse a Israel. Nunca ha llegado a estar de facto bajo el control de la OLP, sino que ha estado controlado por sus diversos gobiernos anfitriones, generalmente por la Siria baazista.

## Historia y estructura
Inmediatamente después de su creación, el ELP (dirigido por Ahmad Shukeiri) estuvo bajo el control de varios Estados árabes, especialmente del Egipto de Gamal Abdel Nasser. Los palestinos no conseguirían el control real de la organización hasta que la facción de Yasser Arafat, Fatah, lo adquiriera en 1968-69, cuando los Estados árabes participantes en la Guerra de los Seis Días quedaron desacreditados y las organizaciones militantes palestinas fueron logrando mayor importancia.
El ELP fue organizado en principio en tres brigadas:
- Ayn Jalut, con base en Egipto.
- Qadisiyya. Originalmente con base en Irak, pero trasladada a Jordania en 1967.
- Hattin, situada en Siria.

Estas brigadas estaban dirigidas por refugiados palestinos bajo el control de los países que las hospedaban, quienes llevaban a cabo su servicio militar en estas unidades en vez de ejércitos regulares. En realidad el ELP estaba comandado por el departamento militar de la OLP, pero en la práctica, ninguno de los gobiernos sucesivos involucrados renunciaban al control de las brigadas.
Más adelante, el ELP constituyó ocho brigadas con un total de al menos 12.000 soldados uniformados. Estaban equipados con armas cortas, morteros, lanzacohetes, vehículos blindados y tanques T-34. Sin embargo, el ELP nunca se desplegó como una unidad de combate de la OLP; en vez de eso se usaban batallones pequeños como un tipo de ayuda auxiliar para la organización gubernamental.
En 1968, las Fuerzas de Liberación Popular (árabe quwat at-tahrir ash-sha'biyya) fueron establecidas en el marco de la ELP para formar comandos de acción contra las fuerzas israelíes en la Franja de Gaza, conquistadas por Israel el año anterior, en la Guerra de los Seis Días. Generalmente el ELP se abstenía de este tipo de acciones encubiertas.

## Actividades
El hecho de que el ELP fuera palestino era usado como tapadera por los gobiernos árabes implicados en el conflicto. Siria, especialmente, haría gran uso de las unidades del ELP. En 1970 fueron desplegados rápidamente tanques del ejército sirio bajo la dirección del ELP en Jordania con el objetivo claro de ayudar a las guerrillas durante las luchas del Septiembre Negro. Tras presiones internacionales y amenazas de intervención por parte de Israel y Estados Unidos, los sirios se replegaron. Una gran vergüenza que contribuiría sobremanera al advenimiento del régimen de Hafez al-Assad.
Durante la Guerra Civil Libanesa, Siria asimismo hizo uso extensivo del ELP como una fuerza más suya, incluso en batallas contra la OLP (el ELP sin embargo se mostró de poca confianza cuando se le ordenó combatir a otros palestinos, sucendiéndose deserciones en masa). El ELP fue eliminado como fuerza de combate en sí misma en 1982 durante la invasión israelí del sur del Líbano, mientras el segundo país atravesaba una guerra civil. El ELP se retiró del Líbano a Túnez, cuando la OLP abandonó Beirut ese año tras un alto el fuego patrocinado por Washington. La rama egipcia del ELP también fue desplegada en Líbano en 1976, después de que el líder palestino Yassir Arafat se dirigiera a Anwar Sadat, el entonces presidente de Egipto, para reparar las dañadas relaciones entre ambos tras las tentativas de paz del líder egipcio con Israel. Aun así, nunca se probó que las unidades egipcias del ELP fueran tan importantes como las sirias.

## Actualidad
Los soldados del ELP llegaron a formar el núcleo de la guardia nacional de la Autoridad Nacional Palestina (ANP) tras la firma de los Acuerdos de Oslo de 1993, cuando se les permitió entrar en los Territorios Palestinos para tomar posiciones en los servicios de seguridad de la ANP. La rama siria del ELP continúa activa, coordinada de manera estrecha en la organización pro-siria As-Saika (perteneciente a la OLP también), aunque la importancia de ambos ha disminuido. El ELP ha sido reconstruido recientemente en los campos de refugiados palestinos en Siria. Aunque dirigido completamente por palestinos, permanece ajeno al control de la OLP, estando de facto integrado en el Ejército Árabe Sirio. No obstante, constituye una entidad independiente, organizando de manera ocasional mítines pro-gubernamentales celebrando el compromiso sirio con la causa palestina. Desde que comenzó la guerra civil en Siria, en 2011, el ELP ha luchado junto a las tropas gubernamentales leales a Bashar al Assad y contra las diferentes fuerzas rebeldes que conforman el Ejército Libre Sirio.